# Otto Seraphim Peters

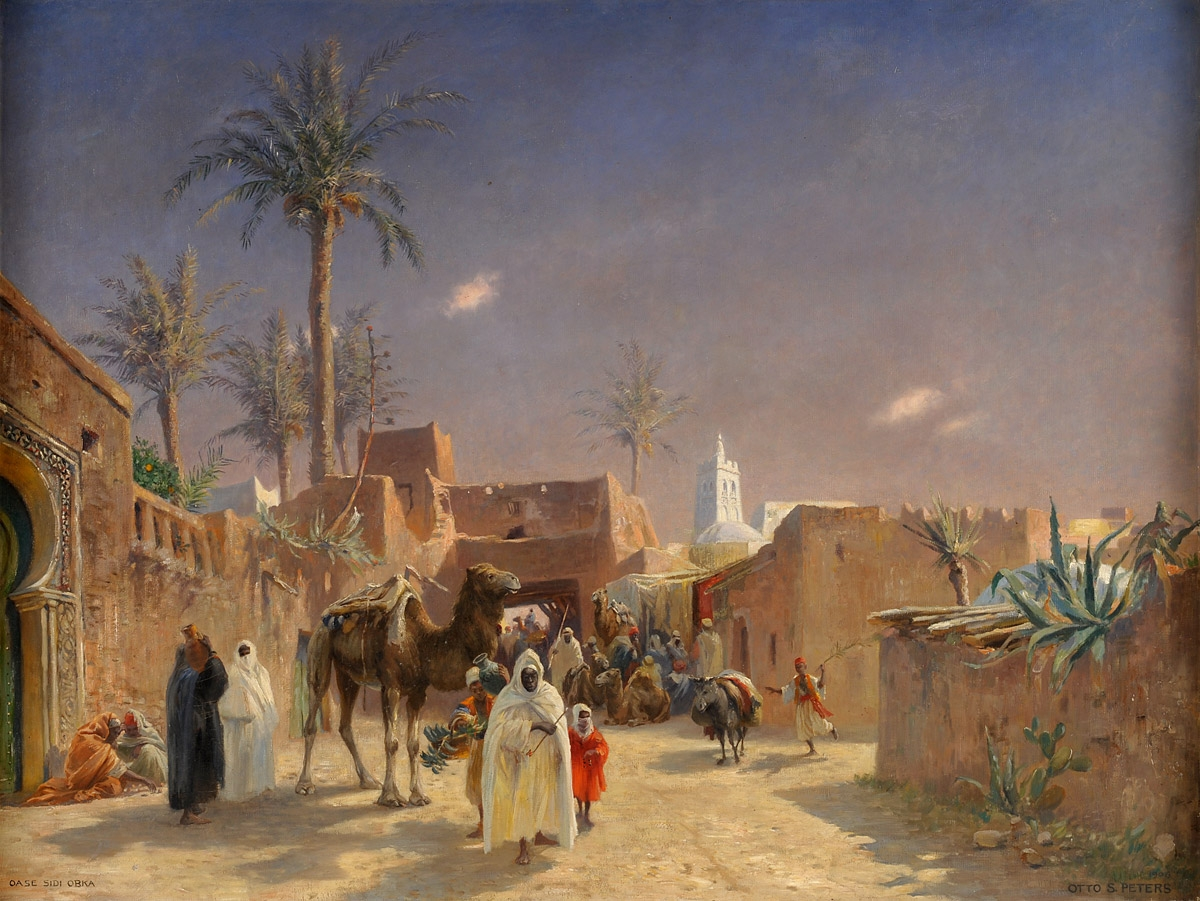
Oase Sidi Obka

Otto Seraphim Peters (* 5. Juli 1858 in Budapest; † 11. November 1908 in Wien) war ein ungarisch-österreichischer Landschaftsmaler, Radierer und Kupferstecher. 

## Leben
Er war der Sohn von Carl Ferdinand Peters und dessen erster Frau Anna Maria von Blumfeld. Er war ein Halbbruder von Guido Peters.
Peters studierte an der Akademie der bildenden Künste Wien bei Eduard Peithner von Lichtenfels und in München bei Peter Paul Müller. Danach wurde er in Wien als freischaffender Landschaftsmaler tätig und unternahm Studienreisen in die Länder Nordafrikas. Peters wurde am 25. April 1895 Mitglied des Wiener Künstlerhauses.

## Werke (Auswahl)
- Gebirgsbach in den Julischen Alpen und Schlucht in den julischen Alpen
- Eine Gasse zu Travnik (Ölgemälde) in der Kunstausstellung im Künstlerhaus Wien 1891.
- Bosnische Mühle bei Hochwasser. (Kohlenzeichnung) in der Ausstellung der Aquarellisten-Clubs der Genossenschaft der Bildenden Künstler Wiens 1892.
- Abend im Moor (Öltempera) in der 32. Jahresausstellung im Künstlerhaus Wien 1905.
- Eichen am Abend (Ölgemälde) ausgestellt in der Herbstausstellung und Gedächtnisausstellung Friedrich Schachner, im Künstlerhaus Wien 1908.